# Bruneiisches Großreich
Das Bruneiische Großreich oder Imperium von Brunei (bruːˈnaɪ, auch: Sultanat Brunei malaiisch Negara Brunei, englisch Bruneian Empire, arabisch إمبراطورية بروناي) war ein malaiisches Sultanat, mit dem Machtzentrum in Brunei, an der Nordküste von Borneo in Südost-Asien. Das Königreich wurde im frühen 7. Jahrhundert gegründet und war zunächst ein kleines Königreich von seefahrenden Händlern, die von eingeborenen Paganen oder Hindu-Königen regiert wurden, die in chinesischen Quellen als „Po-Li“ oder „Po-Ni“ (渤泥) bezeichnet werden. Die bruneiischen Herrscher konvertierten ungefähr im 15. Jahrhundert zum Islam, in dem Zeitraum, in dem das Königreich seine größte Ausdehnung erfuhr und ungefähr seit der Eroberung Malaccas durch die Portugiesen:129 :159 Es erstreckte sich über die Küstenregionen von Borneo und die Philippinen, bevor es im 17. Jahrhundert wieder zu zerfallen begann.

## Regierung
Das Reich wurde von Sultanen regiert. Es gab eine Einteilung in drei traditionelle Landbesitzformen: Kerajaan (Königseigentum), Kuripan (Öffentliches Eigentum) und Tulin (erbliches Privateigentum).

## Geschichte
Die Geschichte des Bruneiischen Großreichs ist schwer zu rekonstruieren, da es in den zeitgenössischen Quellen nur selten erwähnt wird und auch nur wenige Spuren hinterlassen hat. Es existieren keine lokalen oder einheimischen Quellen, die die Geschichte erzählen. Nur chinesische Texte geben Hinweise, durch welche die Frühgeschichte rekonstruiert werden kann. „Boni“ bezeichnet in den chinesischen Quellen wahrscheinlich ganz Borneo, während Poli 婆利, möglicherweise ein Ort in Sumatra ist, von den Einheimischen aber auch als Bezeichnung für Brunei beansprucht wird.:1

### Entstehung
Die ersten diplomatischen Beziehungen zwischen Boni (渤泥) und China sind im Taiping Huanyu Ji (太平環宇記, 978) verzeichnet.:1 1225 schreibt ein chinesischer Beamter, Zhao Rugua, dass Boni 100 Kriegsschiffe zum Schutz seines Handels habe und dass das Königreich sehr wohlhabend sei.:43 Im 14. Jahrhundert scheint Brunei ein Vasall von Majapahit auf Java gewesen zu sein. Das javanische Manuskript Nagarakretagama von Prapanca (1365) erwähnt „Barune“ als Vasall von Majapahit, der zu einem jährlichen Tribut von 40 Katis Campher verpflichtet war. 1369 attackierte das Sultanat von Sulu Po-ni und raubte Schätze und Gold. Eine Flotte von Majapahit konnte die Sulus vertreiben, aber Po-ni war nach der Attacke geschwächt.:44 Ein chinesischer Bericht von 1371 beschreibt Po-ni als arm und völlig unter der Kontrolle von Majapahit.:45

### Expansion

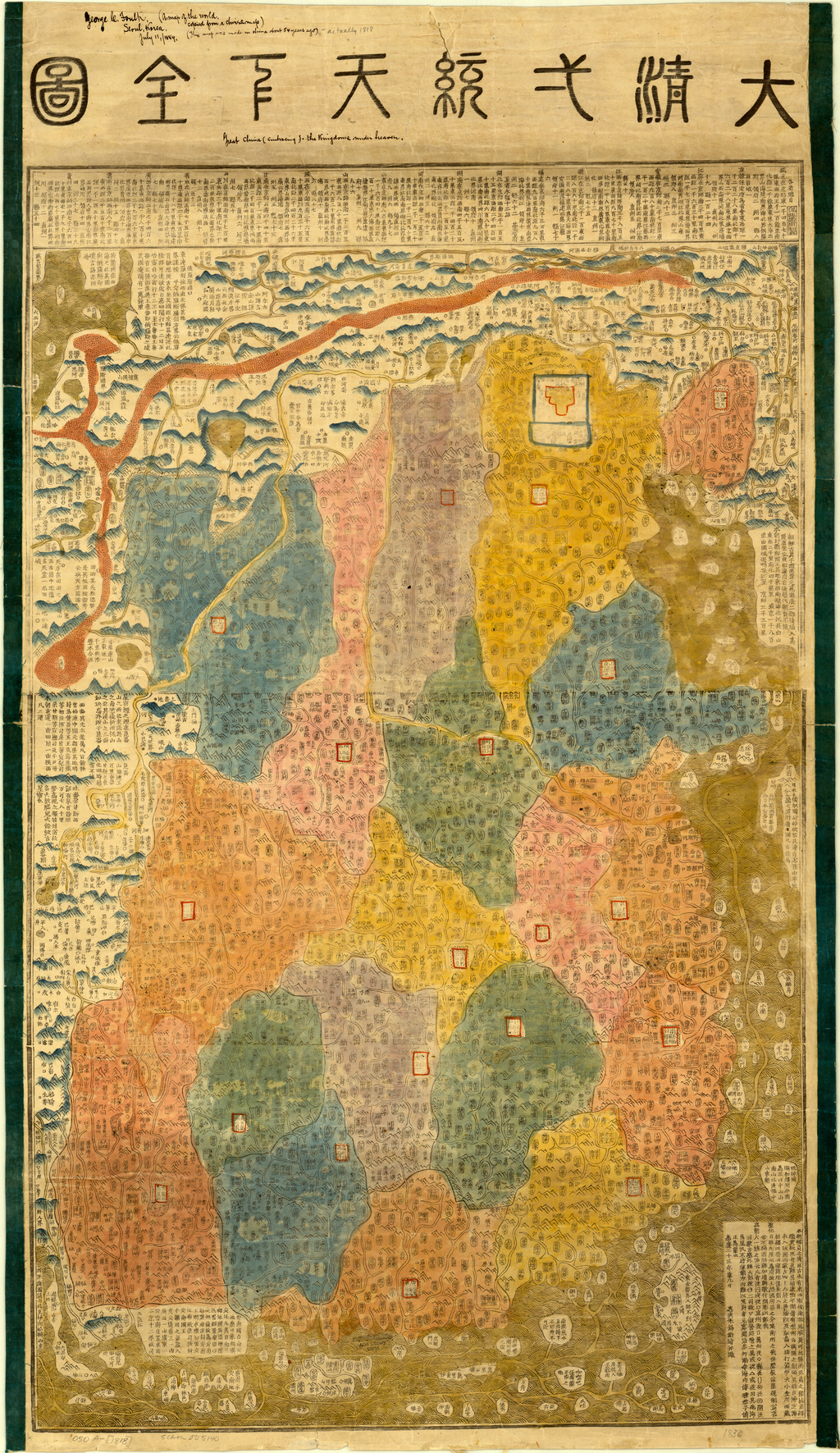
Eine chinesische Karte von Zhu Xiling (1818) mit Hainan, Taiwan, Java, Brunei, Johor, Vietnam und Kambodscha.

Nach dem Tod des Herrschers Hayam Wuruk zerfiel das Reich von Majapahit und konnte seine überseeischen Besitzungen nicht mehr kontrollieren. Damit wurde der Weg für die Herrscher von Brunei frei, ihren Einfluss zu vergrößern. Der chinesische Kaiser der Ming, Yongle, entsandte nach seinem Regierungsantritt 1403 unmittelbar Gesandte in zahlreiche Länder, um sie einzuladen, Tribut an China zu entsenden. Dadurch wurde Brunei in das lukrative Tribut-System mit China eingebunden.
Im 15. Jahrhundert entwickelte sich das Reich zu einem muslimischen Staat, als der König von Brunei zum Islam übertrat. Die Religion wurde von muslimischen Indern und arabischen Händlern aus den Gebieten des maritimen Südostasien verbreitet.:23 In dieser Zeit erstreckte sich das Herrschaftsgebiet über einen Großteil von Nord-Borneo und der Staat wurde zu einem wichtigen Handelszentrum für das Handelssystem zwischen Ost und West. :179 Das Bruneiische Großreich entwickelte sich vergleichbar mit seinen Vorläufern und Konkurrenten, den Imperien der Srivijaya, Majapahit und Malacca, zu einer Thalassokratie. Der Einfluss der Herrscher blieb im Großen und Ganzen auf Küstenstädte, Häfen und Flussmündungen beschränkt und nur in einzelnen Fällen erstreckte sich die Macht weiter ins Landesinnere. Die Bruneiischen Herrscher scheinen Allianzen mit den seefahrenden Völkern der Orang Laut und Bajau eingegangen zu sein, die ihnen die Flotte stellten. Die Dayak, ein eingeborener Stamm im Inneren von Borneo, blieben dagegen selbstständig, da die Macht sich nur selten tief in den Dschungel erstreckte.
Nach dem Fall von Malakka (ab 1530) machten die Portugiesen regelmäßig Geschäfte mit Brunei. Es gibt Beschreibungen, in denen es heißt, dass die Hauptstadt von Brunei durch einen Steinwall befestigt sei.:129 :580 Der früheste Bericht in westlichen Quellen stammt von dem Italiener Ludovico di Varthema. Er war auf dem Weg nach den Molukken, als er in Borneo landete und auf Menschen aus dem Sultanat Brunei traf. Sein Bericht datiert auf 1550.

„„We arrived at the island of Bornei (Brunei or Borneo), which is distant from the Maluch about two hundred miles, and we found that it was somewhat larger than the aforesaid and much lower. The people are pagans and are men of goodwill. Their colour is whiter than that of the other sort....in this island justice is well administered...““

„Wir langten auf der Insel Bornei am, die etwa zwei hundert Meilen von Maluch entfernt liegt, und wir fanden, dass sie um einiges größer war als vorhergesagt und viel mehr Tiefland hat. Die Menschen sind Heiden und gutwillig. Ihre Hautfarbe ist weißer als die der anderen Sorte... auf dieser Insel wird das Recht gut angewandt...“

Während der Herrschaft des Sultans Bolkiah kontrollierte das Sultanat die Küstenregionen von Nordwest-Borneo (das heutige Gebiet von Brunei, Sarawak und Sabah) und reichte bis Seludong (das heutige Manila), bis zum Sulu-Archipel und schloss auch Teile der Inselwelt von Mindanao ein.:60:99 :16 :34 :16 :203 :2 :8 Im 16. Jahrhundert erstreckte sich der Einflussbereich auch noch bis zum Delta des Kapuas-Flusses in West-Kalimantan. Das malaiische Sultanat von Sambas in West-Kalimantan und das Sultanat von Sulu in den südlichen Philippinen gingen dynastische Beziehungen mit dem Herrscherhaus von Brunei ein. Andere malaiische Sultane von Pontianak (Kesultanan Pontianak), Samarinda und bis Banjarmasin (Kasultanan Banjar, Kalimantan), betrachteten den Sultan von Brunei als Primus inter pares. Diese Staaten standen jedoch zum Teil gleichzeitig in anderen Abhängigkeitsverhältnissen: das Sultanat Banjar (Banjarmasin) beispielsweise stand gleichzeitig unter dem Einfluss des Sultanat Demak in Java.

## Zerfall

Territoriale Verluste des Sultanats Brunei von 1400 bis 1890

Ab dem Ende des 17. Jahrhunderts zerfiel das Großreich langsam wieder, unter anderem aufgrund interner Machtkämpfe, die im Bürgerkrieg von Brunei ausgefochten wurden. Im Bürgerkrieg bekämpften sich der Sultan Abdul Mubin und sein Neffe und Nachfolger Muhyiddin, wodurch ein Teil von Sabah an das Sultanat Sulu abgetreten werden musste. Außerdem konnte das Sultanat der Kolonialisierung durch die europäischen Mächte nur wenig entgegensetzen, und Piraterie wurde zu einer weiteren Last. Das Sultanat verlor einen Großteil seines Herrschaftsgebiets: die Philippinen an die Spanier, Süd-Borneo an die Niederländer und Labuan, Sarawak und Nord-Borneo an die Briten. Sultan Hashim Jalilul Alam Aqamaddin unternahm 1888 einen Versuch, durch diplomatische Mittel ein weiteres Vordringen der Briten aufzuhalten. Im selben Jahr unterzeichneten diese einen „Treaty of Protection“ und machten Brunei zu einem britischen Protektorat, bis das Sultanat 1984 seine Unabhängigkeit wiedererlangte.:4 :92